# F5 (Band)
F5 ist eine US-amerikanische Metal-Band aus Phoenix, Arizona.

## Geschichte
Die Band wurde 2003 vom ehemaligen Megadeth-Mitglied David Ellefson (Bass), Dale Steele (ehemals Sick Speed), den Gitarristen Steve Conley und John Davis sowie dem Schlagzeuger Dave Small gegründet.
Im Jahr 2005 erschien ihr Debütalbum A Drug for All Seasons bei Cleopatra Records. Im Anschluss an die Aufnahmen tourten sie von 2005 bis 2007 durch die USA. Einige Mitschnitte dieser Tour wurden als DVD LIVE! For All Seasons veröffentlicht. Für die Aufnahmen und die Tour zum zweiten Studioalbum The Reckoning wurde der ehemalige Megadeth-Schlagzeuger Jimmy DeGrasso engagiert. The Reckoning erschien 2009 und erhielt, wie schon sein Vorgänger, größtenteils positive Kritiken.

## Stil
Die Band spielt eine Mischung aus Heavy Metal und Hard Rock.

## Diskografie
- 2005: A Drug for All Seasons (Album, Cleopatra Records)
- 2007: LIVE! for All Seasons (Live-DVD)
- 2009: The Reckoning (Album, Silverwolf / SPV)